# مسجد ابودلف
مسجد ابودلف (Abu Dulaf Mosque، جامع أبو دلف)، مسجدی است در نزدیکی سامرا که به دستور خلیفه المتوکل ساخته شده است. در سال ۸۳۶ میلادی، خلیفه المعتصم به دلایل مختلف از جمله تنش‌های داخلی و تعصبات مذهبی، پایتخت خلافت عباسی را از بغداد به سامرا منتقل کرد. این جابجایی نه تنها ناشی از شرایط اجتماعی بود، بلکه خلیفه المعتصم با ساخت بناهای باشکوه و عظیم در سامرا قصد داشت نام خود را جاودانه سازد. مسجد ابو دلف که در نزدیکی سامرا قرار دارد، یکی از مهم‌ترین آثار معماری این دوران است. این مسجد، نمونه‌ای از شکوه و عظمت خلافت عباسی است و با مسجد جامع سامرا شباهت دارد. اهمیت مسجد ابو دلف تنها به جنبه‌های عبادی آن محدود نمی‌شود، بلکه از نظر معماری و شهرسازی نیز جایگاه ویژه‌ای دارد. به ویژه مناره مارپیچ آن، که به نام «ملويه»(به معنای مارپیچ، گردان) شناخته می‌شود، یکی از ویژگی‌های منحصر به فرد این بنا به شمار می‌آید.

## تاریخ
بنیان‌گذار مسجد ابو دلف، متوکل، یکی از بزرگ‌ترین سازندگان دوران خلافت عباسی در سامرا بود. پس از مرگ خلیفه المعتصم، مؤسس شهر سامرا، الواثق به خلافت رسید و پس از مرگ الواثق در سال ۲۳۲ هجری قمری، المتوکل جانشین او شد و در سامرا، پایتخت آن دوره، به حکومت پرداخت. دوره حکومت او با ساخت‌وساز، از جمله ساخت مسجد بزرگ سامرا، مسجد ابو دلف، شهر المتوکلیه و کاخ‌های متعدد شناخته می‌شود.

#### الجعفریه
المتوکل چند سال بعد از ساختن مسجد جامع سامرا اقدام به ساخت شهر جدیدی در شمال سامرا کرد. نام شهر جدید را الجعفریه نهادند. بقایای الجعفریه را ارنست هرتسفلد شناسایی کرد. به گفته او دیوارهای خشتی، محوطه‌ای به شکل چندضلعی نامنظم به مساحت حدود ۱٫۵ کیلومتر مربع را میان ساحل بلند دجله و یک کانال، احاطه کرده است.
ساخت‌وساز در سال ۲۴۵ هجری قمری شروع شد. شارع‌الاعظم یا همان خیابان بزرگ سامرا به اندازه سه فرسخ ادامه پیدا کرد به طوری که انتهای این راه به کاخ الجعفریه رسید. گفته شده که قصر المحمدیه مکان نظارت و هدایت کار ساخت مسجد بود.
ساخت‌وساز در یک سال به پایان رسید و دوسال بعد در یکم محرم ۲۴۷ المتوکل به آنجا نقل مکان کرد. بازارها در مکانی جداگانه مستقر شدند و در هر مربع یا بخش از شهر یک بازار وجود داشت. هنگامی که به تماشای اثرش نشست گفت: «حال می‌دانم که به واقع یک پادشاه هستم چرا‌که شهری بنا کردم و در آن زندگی می‌کنم.»
المتوکل پس از حدود نُه ماه سکونت در کاخ الجعفریه در سوم شوال ۲۴۷ به قتل رسید. محمد المنتصر جانشین او شده و به سامرا بازگشت و به مردم دستور داد بناهای شهر را تخریب کنند و مصالح آن را به سامرا بازگردانند و دوباره در این شهر ساکن شوند. بدین ترتیب کاخ الجعفریه، خانه‌ها، سکونتگاه‌ها و مغازه‌ها به‌سرعت ویران شدند و محوطهٔ این شهر مخروبه شده است.
مسجد ابودلف به عنوان مسجد شهر جدید الجعفریه ساخته شد. داخل این مسجد به‌خوبی حفظ شده، اما برجستگی‌های بلند باقی‌مانده گواهی است بر دیوارهای خشتی بیرون آن، به‌جز در جناح شمالی که این برجستگی‌ها تا ارتفاع ۵ تا ۷ متر حفظ شده‌اند. این وضعیت درست برعکس مسجد جامع سامرا است که فقط دیوارهای خارجی آن باقی مانده و فضای داخلی آن خالی است.

#### دیوارهای خارجی

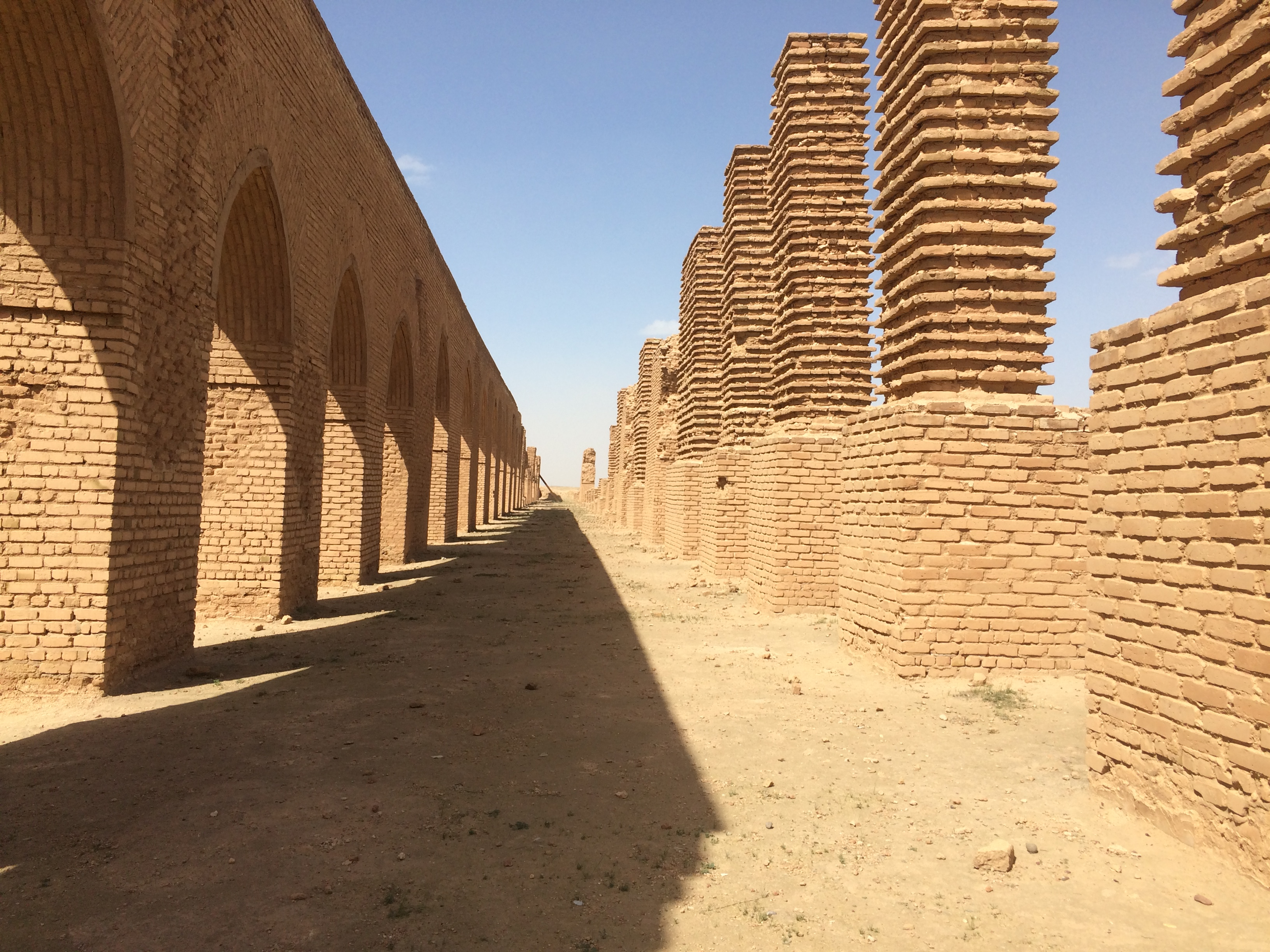
مسجد ابودلف، دیوار خارجی